# Coppa panamericana femminile di pallavolo 2010
La IX Coppa panamericana femminile di pallavolo si è svolta dal 18 al 26 giugno 2010 a Tijuana e Playas de Rosarito, in Messico. Al torneo hanno partecipato 11 squadre nazionali nordamericane e sudamericane e la vittoria finale è andata per la seconda volta alla Rep. Dominicana, la quale si è qualificata di diritto al World Grand Prix 2011, insieme al Perù, prima squadra sudamericana classificata, e a Stati Uniti e Cuba, rispettivamente seconda e terza squadra nordamericana classificata.

## Squadre partecipanti
| - Argentina - Brasile - Canada - Costa Rica - Cuba - Messico | - Perù - Porto Rico - Rep. Dominicana - Stati Uniti - Trinidad e Tobago - Venezuela |

Il Venezuela si è ritirato dalla competizione.

## Gironi
| Girone A                                                | Girone B                                                         |
| ------------------------------------------------------- | ---------------------------------------------------------------- |
| Argentina Brasile Canada Cuba Rep. Dominicana Venezuela | Costa Rica Messico Perù Porto Rico Stati Uniti Trinidad e Tobago |

## Fase finale

### Finali 1º e 3º posto
|  | Quarti          | Quarti          |                    |                    | Semifinali  | Semifinali |  |  | Finale 1º/2º posto | Finale 1º/2º posto |
|  |                 |                 |                    |                    |             |            |  |  |                    |                    |
|  |                 |                 |                    |                    |             |            |  |  |                    |                    |
|  |                 |                 |                    |                    |             |            |  |  |                    |                    |
|  |                 | -               |                    |                    |             |            |  |  |                    |                    |
|  |                 |                 |                    |                    |             |            |  |  |                    |                    |
|  |                 | -               |                    |                    |             |            |  |  |                    |                    |
|  | Cuba            | 0               |                    |                    |             |            |  |  |                    |                    |
|  | Cuba            | 0               |                    |                    |             |            |  |  |                    |                    |
|  |                 | Perù            | 3                  |                    |             |            |  |  |                    |                    |
|  | Perù            | Perù            | 3                  | 3                  |             |            |  |  |                    |                    |
|  | Perù            |                 |                    | 3                  |             |            |  |  |                    |                    |
|  | Argentina       | 1               |                    |                    |             |            |  |  |                    |                    |
|  | Argentina       | 1               | Rep. Dominicana    | 3                  |             |            |  |  |                    |                    |
|  |                 |                 | Rep. Dominicana    | 3                  |             |            |  |  |                    |                    |
|  |                 | Perù            | 0                  |                    |             |            |  |  |                    |                    |
|  |                 | Perù            | 0                  | -                  |             |            |  |  |                    |                    |
|  |                 |                 |                    |                    |             |            |  |  |                    |                    |
|  |                 | -               |                    |                    |             |            |  |  |                    |                    |
|  | Stati Uniti     | 1               | Finale 3º/4º posto | Finale 3º/4º posto |             |            |  |  |                    |                    |
|  | Stati Uniti     | 1               | Finale 3º/4º posto | Finale 3º/4º posto |             |            |  |  |                    |                    |
|  |                 | Rep. Dominicana | 3                  |                    |             |            |  |  |                    |                    |
|  | Rep. Dominicana | Rep. Dominicana | 3                  | 3                  | Stati Uniti | 3          |  |  |                    |                    |
|  | Rep. Dominicana |                 |                    | 3                  | Stati Uniti | 3          |  |  |                    |                    |
|  | Porto Rico      | 0               |                    | Cuba               | 0           |            |  |  |                    |                    |
|  | Porto Rico      | 0               |                    |                    | 0           |            |  |  |                    |                    |
|  |                 |                 |                    |                    |             |            |  |  |                    |                    |
|  |                 |                 |                    |                    |             |            |  |  |                    |                    |

### Finali 5º e 7º posto
|  | Quarti            | Quarti     |                    |                    | Semifinali | Semifinali |  |  | Finale 5º/6º posto | Finale 5º/6º posto |
|  |                   |            |                    |                    |            |            |  |  |                    |                    |
|  |                   |            |                    |                    |            |            |  |  |                    |                    |
|  |                   |            |                    |                    |            |            |  |  |                    |                    |
|  |                   | -          |                    |                    |            |            |  |  |                    |                    |
|  |                   |            |                    |                    |            |            |  |  |                    |                    |
|  |                   | -          |                    |                    |            |            |  |  |                    |                    |
|  | Porto Rico        | 3          |                    |                    |            |            |  |  |                    |                    |
|  | Porto Rico        | 3          |                    |                    |            |            |  |  |                    |                    |
|  |                   | Brasile    | 2                  |                    |            |            |  |  |                    |                    |
|  | Messico           | Brasile    | 2                  | 0                  |            |            |  |  |                    |                    |
|  | Messico           |            |                    | 0                  |            |            |  |  |                    |                    |
|  | Brasile           | 3          |                    |                    |            |            |  |  |                    |                    |
|  | Brasile           | 3          | Argentina          | 3                  |            |            |  |  |                    |                    |
|  |                   |            | Argentina          | 3                  |            |            |  |  |                    |                    |
|  |                   | Porto Rico | 0                  |                    |            |            |  |  |                    |                    |
|  |                   | Porto Rico | 0                  | -                  |            |            |  |  |                    |                    |
|  |                   |            |                    |                    |            |            |  |  |                    |                    |
|  |                   | -          |                    |                    |            |            |  |  |                    |                    |
|  | Canada            | 2          | Finale 7º/8º posto | Finale 7º/8º posto |            |            |  |  |                    |                    |
|  | Canada            | 2          | Finale 7º/8º posto | Finale 7º/8º posto |            |            |  |  |                    |                    |
|  |                   | Argentina  | 3                  |                    |            |            |  |  |                    |                    |
|  | Trinidad e Tobago | Argentina  | 3                  | 0                  | Brasile    | 1          |  |  |                    |                    |
|  | Trinidad e Tobago |            |                    | 0                  | Brasile    | 1          |  |  |                    |                    |
|  | Canada            | 3          |                    | Canada             | 3          |            |  |  |                    |                    |
|  | Canada            | 3          |                    |                    | 3          |            |  |  |                    |                    |
|  |                   |            |                    |                    |            |            |  |  |                    |                    |
|  |                   |            |                    |                    |            |            |  |  |                    |                    |

## Classifica finale
| Pos     | Squadra           | Rosa |
| ------- | ----------------- | --- |
| Oro     | Rep. Dominicana   | Formazione: 1 Vargas, 3 Eve, 5 Castillo, 7 Marte, 8 Arias, 10 Cabral, 11 Rodríguez, 12 Echenique, 13 Rondón, 14 Rivera, 17 Mambrú, 19 Binet, CT: Kwiek                                 |
| Argento | Perù              | Formazione: 1 Aquino, 2 Uribe, 3 García, 4 Soto, 5 Palacios, 6 Uceda, 7 Zamudio, 10 Chihuán, 12 Rueda, 13 La Rosa, 14 Keldibekova, 15 Ortiz, CT: Kim                                   |
| Bronzo  | Stati Uniti       | Formazione: 1 Nnamani, 2 Glass, 3 Harmotto, 5 Sykora, 6 Miyashiro, 7 Bown, 8 Barboza, 11 Larson, 12 Meendering, 15 Thompson, 16 Akinradewo, 18 Hodge, CT: McCutcheon                   |
| 4       | Cuba              | Formazione: 1 Salas, 2 Santos, 4 Palacio, 6 Lescay, 7 Arredondo, 9 Sánchez, 10 Cleger, 11 Castañeda, 13 Giel, 14 Carcaces, 15 Silié, 17 Silva, CT: Gala                                |
| 5       | Argentina         | Formazione: 1 Bortolozzi, 3 Nizetich, 4 Boscacci, 5 Fresco, 6 Pereyra, 8 Sosa, 10 Bertaina, 11 Pinedo, 12 Robinet, 13 Carlotto, 16 Busquets, 17 Curatola, CT: Bastit                   |
| 6       | Porto Rico        | Formazione: 1 Seilhamer, 2 Colón, 3 Mojica, 4 Encarnación, 5 Álvarez, 7 Enright, 8 Ferrer, 10 Torregrosa, 14 Ortega, 16 Oquendo, 17 Ocasio, 18 Del Valle, CT: Cardona                  |
| 7       | Canada            | Formazione: 2 Young, 3 Guimond, 4 Mahon, 7 Mokelki, 8 Bradstock, 9 Pavan, 10 Field, 12 Holness, 13 Voth, 16 Hinze, 18 Richey, 19 O'Reilly, CT: Ludwig                                  |
| 8       | Brasile           | Formazione: 2 Jacintho, 3 A.B. Corrêa, 4 Maggioni, 5 Heldes, 6 Paulino, 7 de Freitas, 9 Paquiardi, 10 Kraisch, 11 de Souza, 13 Kuchenbecker, 14 M. Corrêa, 20 dos Santos, CT: de Moura |
| 9       | Messico           | Formazione: 1 K. Sainz, 2 L. Sainz, 3 Nieto, 5 Rangel, 6 Bricio, 7 Perales, 9 Castro, 10 Zazueta, 12 Rodríguez, 13 Aguilera, 15 Orellana, 16 Rivera, CT: Bernal                        |
| 10      | Trinidad e Tobago | Formazione: 1 Kinsale, 2 Ross, 3 Thompson, 4 Billingy, 5 Beckles, 6 Jack, 7 Blackman, 9 Grant, 10 Clifford, 14 Mitchell, 16 Esdelle, 17 Gloud, CT: Cruz                                |
| 11      | Costa Rica        | Formazione: 1 Thompson, 3 Murillo, 7 Quesada, 9 Willis, 10 Ramírez, 11 K. Jiménez, 13 Piva, 14 Fonseca, 15 Araya, 16 Hines, 18 Conejo, 20 A. Jiménez, CT: Godínez                      |

|  |  |  |  | Qualificate al World Grand Prix 2011 |